# Вулиця Серафимовича (Київ, Кухмістерська слобідка)
Вулиця Серафимовича — зникла вулиця, що існувала в Дніпровському районі (на той час — Дарницькому) міста Києва, місцевість Березняки. Пролягала від Дарницького шосе до Підрічної вулиці.

## Історія
Вулиця виникла в 1-й чверті XX століття, мала назву (2-га) Базарна. Назву вулиця Серафимовича, на честь російського письменника Олександра Серафимовича, вулиця набула 1955 року.
Ліквідована в 1960-х роках у зв'язку зі знесенням старої забудови.
1967 року таку ж назву набула одна з нових вулиць житломасиву Березняки.